# Nocloa macula
Nocloa macula là một loài bướm đêm trong họ Noctuidae.